# Estació de Manlleu
Manlleu és una estació de ferrocarril propietat d'ADIF situada a la població de Manlleu a la comarca d'Osona. L'estació es troba a la línia Barcelona-Ripoll per on circulen trens de la línia R3 de Rodalies de Catalunya operat per Renfe Operadora.
Aquesta estació de l'antiga línia de Barcelona a Sant Joan de les Abadesses (actualment el tram Ripoll - Sant Joan és una via verda) va entrar en servei l'any 1879 quan es va obrir el tram entre Vic i Torelló.
L'any 2016 va registrar l'entrada de 55.000 passatgers.

## Serveis ferroviaris
| Rodalia de Barcelona      |     |       |         |                                                   |
| Procedència/Destinació    | <   | Línia | >       | Procedència/Destinació                            |
| L'Hospitalet de Llobregat | Vic |       | Torelló | Ripoll Ribes de Freser Puigcerdà La Tor de Querol |

## L'edifici
L'edifici forma part de l'Inventari del Patrimoni Arquitectònic de Catalunya. L'estació de Manlleu segueix la tipologia de les estacions que es construïen en aquell moment. Es tracta d'un edifici de planta baixa i pis amb dues ales laterals a la planta baixa. El cos central disposa de tres obertures amb arc de mig punt a la planta baixa, mentre que a la planta pis hi ha tres finestres d'arc rebaixat. El mateix esquema es repeteix en la façana que dona a les vies, en aquest cas però, les obertures de la planta baixa són d'arc rebaixat. Totes les obertures estan emmarcades amb maó, la resta de l'edifici està arrebossat. Les cobertes són de teula ceràmica a dues vessants. La teulada del cos central té el carener perpendicular a la façana mentre que els cossos d'ambdós costats tenen el carener paral·lel.
En el seu origen no disposava de marquesina. Per la seva instal·lació es van haver d'aixecar els dos mòduls laterals. L'actuació va tenir lloc vers 1928 coincidint amb la electrificació de la línia. Cal dir que les estacions de Torelló, Manlleu i Sant Quirze de Besora son idèntiques.

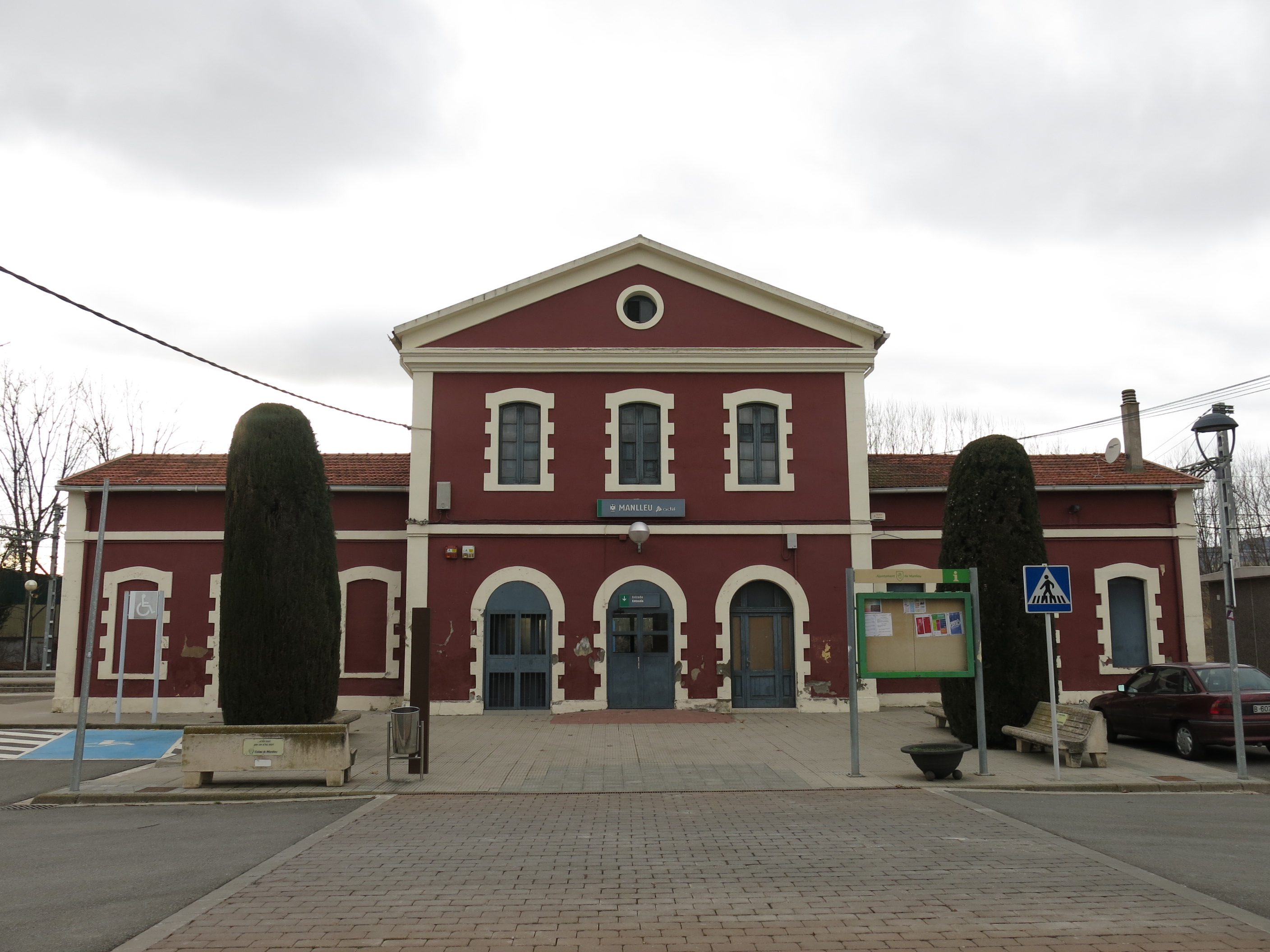
Visió frontal de l'edifici
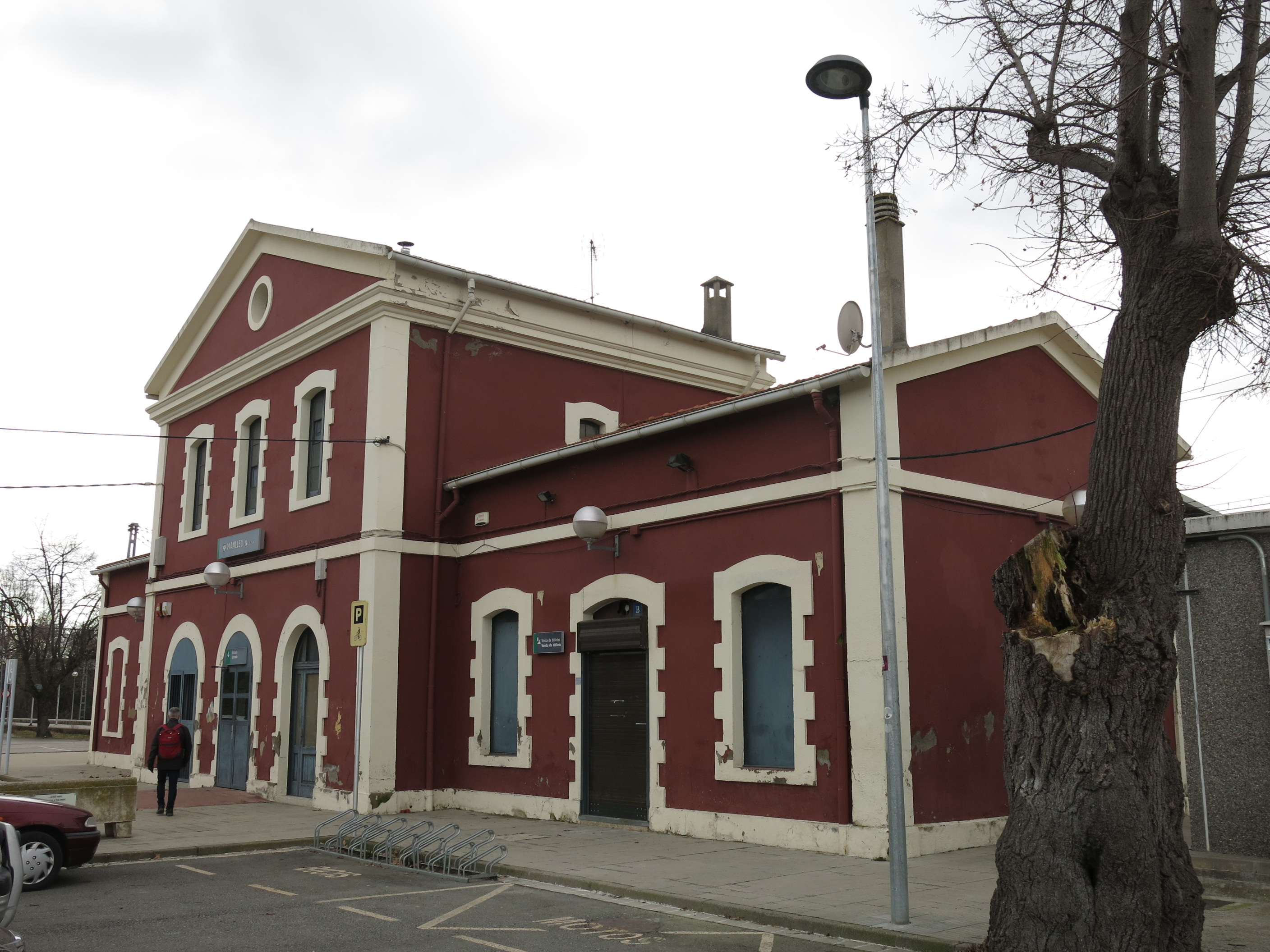
Visió lateral de l'edifici